# Nikollë Ivanaj
Nikollë Ivanaj (Észak-Albánia, 1879 – Tirana, 1951. november 23.) albán újságíró, lapszerkesztő.

## Életútja
Az Albán-Alpok egyik falujában, a triepshi törzs szállásterületén született. Családjával később a montenegrói Podgoricába költöztek, ahol Ivanaj is felnőtt. Mirash Ivanaj későbbi albán oktatási miniszter unokatestvére volt. Alapiskolái elvégzését követően Belgrádban, Bécsben, Zágrábban és Dalmáciában folytatta tanulmányait, majd köztisztviselői pályára lépett. Egy ideig a szerb külügyminisztérium alkalmazásában állt mint titkár és tolmács.
1905-ben alapította első lapját Shpnesa e Shcypeniis (’Albánia Reménye’) címen, amelyben az albán mellett olasz és szerbhorvát nyelven is közölt írásokat az akkor még az Oszmán Birodalom fennhatósága alatt élő albánság politikai helyzetéről és függetlenségi terveiről, az albán tannyelvű iskolahálózat szükségességéről. A lap szerkesztését és kiadását Dubrovnikban kezdte meg, de később Triesztben, majd Rómában adta ki 1908-as megszűnéséig.
Hazája függetlenségének 1912-es kikiáltását követően az észak-albániai Shkodrában telepedett le. 1913-ban részt vett az Albánia nemzetközi elismertségét előmozdítani szándékozó trieszti albán kongresszuson. 1915-ben Shkodrában indította útjára Lidhja Kombëtare (’Nemzeti Szövetség’) című nacionalista hetilapját. 1919-ben részt vett az első világháborút lezáró Párizs környéki béketárgyalásokon, majd hazatérése után Shkodrában két lapot is alapított: a Koha e Re (’Az Új Idő’, 1919–1925) című politikai kétheti lapot, valamint a Republika (’A Köztársaság’, 1923–1925) címen megjelent antiklerikális hetilapot.
A második világháború éveiben megírta és 1943–1945 között két kötetben kiadta visszaemlékezéseit Historija e Shqipëniës së ré: Vuejtjet e veprimet e mija (’Az új Albánia története: Küzdelmeim és munkálkodásaim’) címmel. Emellett egy verseskötetet is kiadott.